# Fosele cerebrale
Fosele cerebrale (Fossa cerebralis) sunt  două depresiuni mari concave, ce se află pe fața endocraniană a solzului osului occipital, deasupra șanțului sinusului transvers (Sulcus sinus transversi) fiind separate între ele de șanțul sinusului sagital superior (Sulcus sinus sagittalis superioris);  în ele se află polii occipitali ai emisferelor cerebrale.